# Palazzo Chiarini
Palazzo Chiarini è un edificio situato nel centro storico di Grosseto, in via dell'Unione.

## Storia
Il palazzo fu costruito in epoca seicentesca, venendo restaurato durante il secolo successivo, senza tuttavia perdere gli originari elementi architettonici e stilistici. Durante il secolo scorso il cambiamento del tessuto urbano di questa area del centro storico, susseguente agli eventi bellici della seconda guerra mondiale, ha di fatto lasciato il fabbricato in posizione più distaccata dagli altri edifici, apparendo più come una villa urbana. Un recente restauro ha infine permesso di riportare il palazzo agli antichi splendori.

## Descrizione
Palazzo Chiarini si presenta come un edificio che nell'insieme si sviluppa a pianta rettangolare, articolandosi su tre livelli. Il portale d'ingresso ad arco tondo è delimitato lateralmente e superiormente da elementi in bugnato, che gli conferiscono una particolare eleganza stilistica; sopra di esso è collocato sulla facciata un grande stemma araldico probabilmente riconducibile alla famiglia che ha conferito la denominazione al palazzo. Il portale è raggiungibile attraverso una rampa di scale esterna che culmina con un balconcino che precede la soglia d'ingresso, delimitando superiormente un ingresso secondario ad arco ribassato che si apre al livello sottostante. Ai livelli superiori si aprono ad intervalli regolari finestre di forma rettangolare architravate, con elementi decorativi collocati al di sopra  di esse. Le pareti esterne si presentano quasi interamente rivestite in intonaco, con elementi in bugnato che decorano gli angoli tra una facciata e l'altra.